# Médersa des Teinturiers

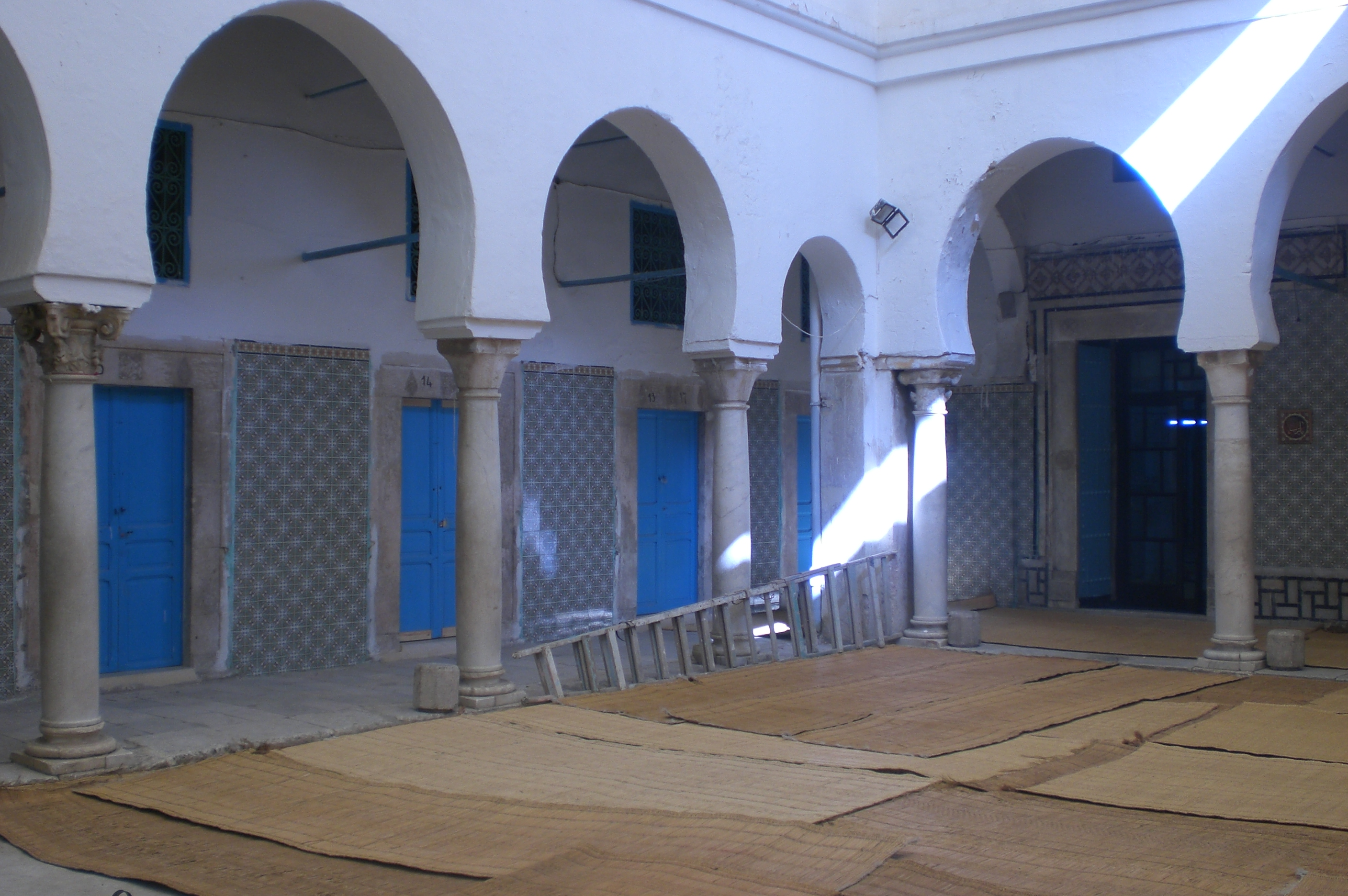
Cour de la médersa

La médersa des Teinturiers, également appelée médersa de la mosquée Neuve, est l'une des médersas de la médina de Tunis.
Bâtie sous la régence ottomane, elle est considérée comme l'un de ses monuments historiques de la capitale et classée de ce fait comme monument historique par décret du 25 janvier 1922.

## Localisation
La médersa est située au numéro 29 de la rue des Teinturiers dans la médina de Tunis. Elle constitue une partie d'un complexe architectural composé, en plus de la médersa, d'une mosquée dite Neuve ou des Teinturiers, et d'un mausolée.

## Histoire

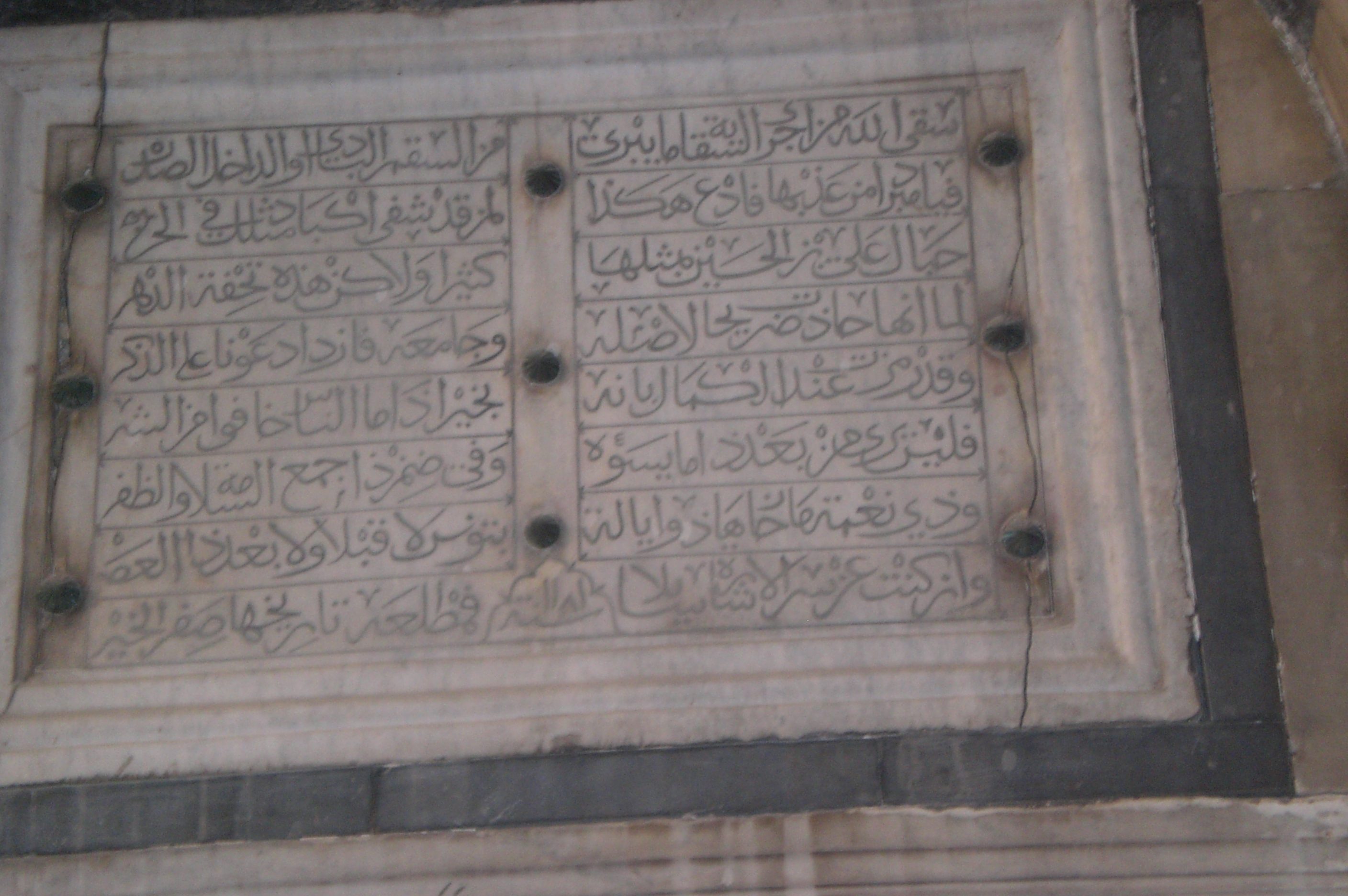
Plaque commémorative à l'entrée de la mosquée

Elle figure parmi les quatre médersas fondées à l'époque de Hussein Ier Bey, premier bey de la dynastie husseinite. Les autres édifices sont la médersa Ennakhla, la médersa Al Husseiniya Al Kubra et la médersa Al Husseiniya Al Sughra.

## Architecture
Elle est la seule qui occupe la cour d'une mosquée, puisque ces deux éléments sont généralement indépendants l'un de l'autre si on se réfère aux mosquées et médersas adjacentes.
Elle est composée de quinze chambres servant de logement pour les étudiants, alors que le premier étage est occupé par la médersa El Yusefiya.   

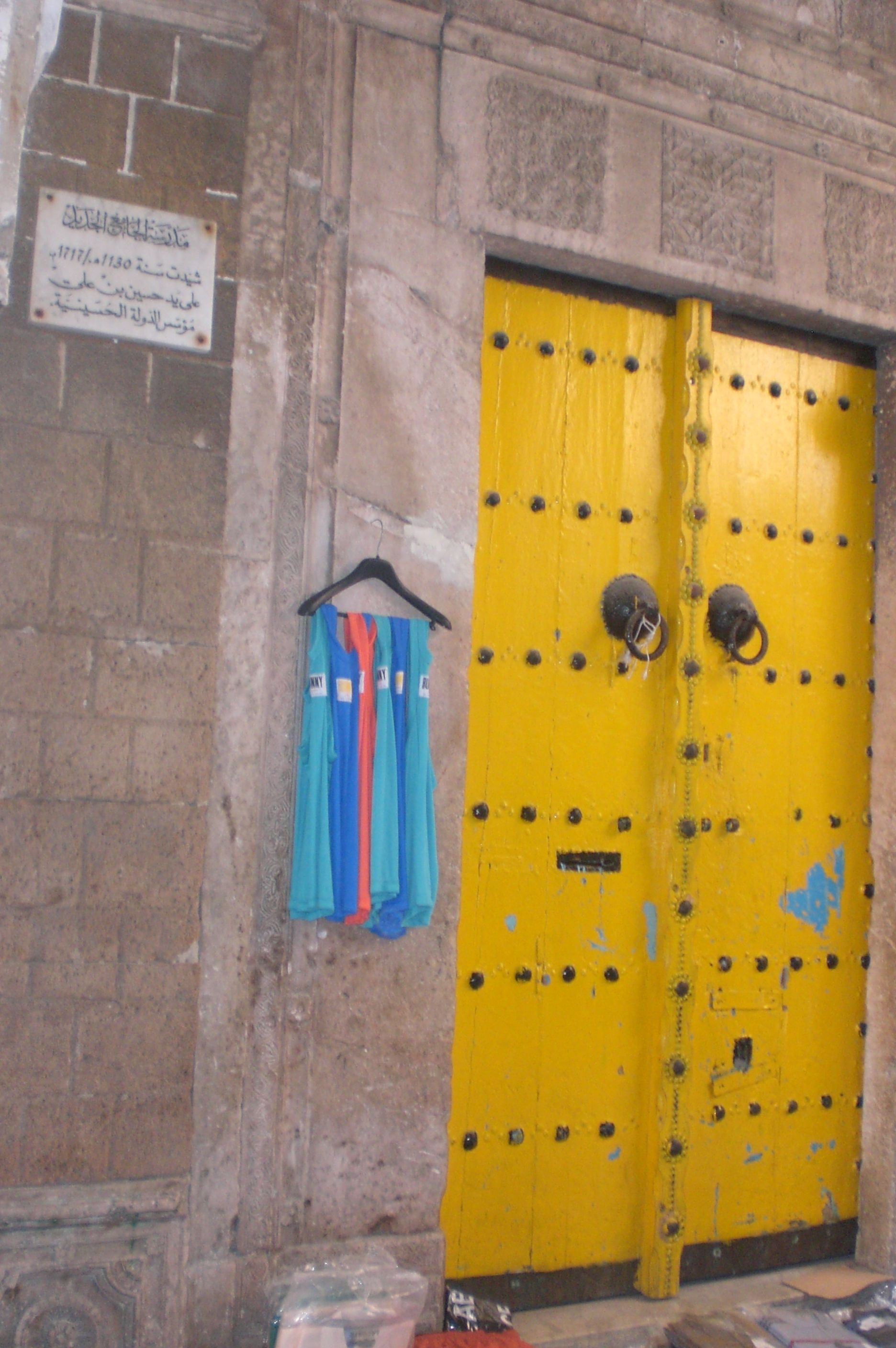
Entrée de la médersa
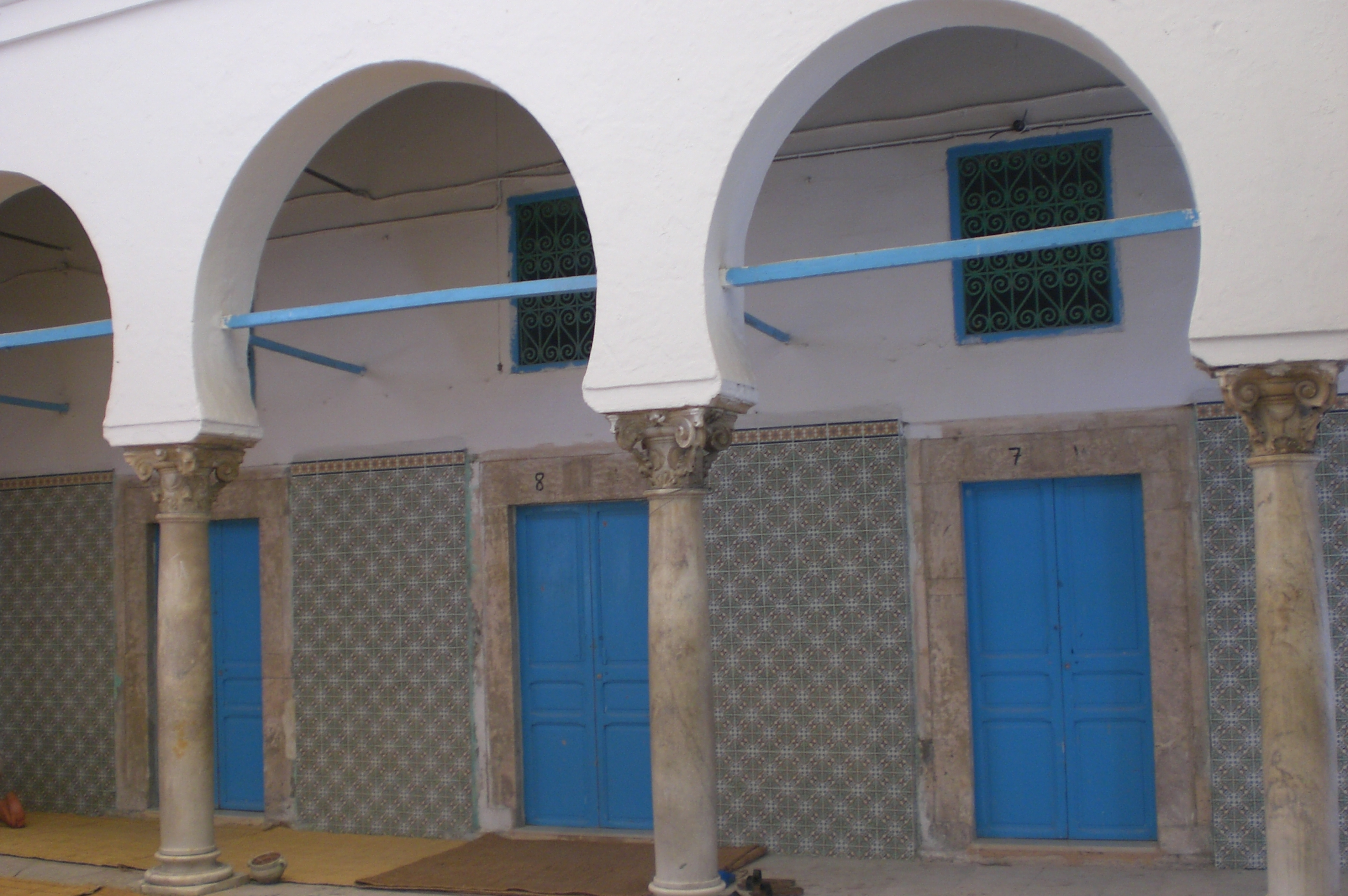
Portes des cellules de la médersa